# Delegació d'Afers Indígenes
La Delegació d'Afers Indígenes va ser un organisme que va exercir funcions administratives a nivell local durant el Protectorat espanyol del Marroc.
Com a conseqüència del Tractat de Fes de 1912 calia establir l'estructura administrativa del Protectorat. Fins llavors l'acció espanyola al Marroc hi havia estat lligada als Ministeris d'Estat i Guerra. A tots dos ministeris es van crear en 1914 Seccions del Marroc, dependents en el Ministeri d'estat de la Direcció general de Policia i Tractats i en el de la Guerra de Subsecretaria. Eren els òrgans de treball en els quals s'elaboraven els projectes de les disposicions que hauria de regir la vida en el Protectorat. El règim administratiu de la zona es caracteritza per una estructura de dualitat referent a les autoritats destinades a dirigir els afers de la regió.

## Divisió Territorial
Així en 1918, el Protectorat estava dividit en una zona occidental i una altra oriental, tenint com a centres les comandàncies militars de Melilla i Ceuta. Va ser a partir de 1927 quan l'Alta Comissaria va començar a organitzar el territori en regions, que no existien prèviament com a entitats administratives. Sota la Segona República Espanyola es va modificar aquesta organització, es van crear tres regions civils, que incloïen 19 càbiles.
En 1935, el servei d'Intervencions va dividir el territori en cinc zones: Jebala, Lucus, Xauen o Gomara, Rif i Kert. Aquesta divisió es va mantenir fins al final del Protectorat.
L'organització administrativa depenia dels interventors, que al seu torn estaven dirigits per la Delegació d'Afers Indígenes, existien interventors territorials, comarcals i locals, ja que cada regió estava composta per càbiles i cadascuna d'elles precisava el seu propi interventor.
L'organització polític-administrativa de la zona, va ser complicada pels successius canvis als quals es va veure sotmesa la situació política d'Espanya, primer la monarquia d'Alfons XIII, després la dictadura de Primo de Rivera, la II República i finalment la dictadura del General Franco.

## Organització Administrativa
L'organització administrativa, es va disposar, a nivell general, d'aquesta manera:
- A l'Alt Comissari corresponia la direcció de l'acció espanyola en la totalitat de la zona i a la seva persona estaven subordinades totes les autoritats, incloses les militars. Entre les seves activitats estaven les d'intervenir els actes del Jalifa, el règim de les ciutats en les quals els cònsols actuaven com a interventors, dictar la política general i aprovar o dirigir, si escau, les operacions militars. Explicava com a elements auxiliars amb les Delegacions d'Afers Indígenes, Foment i Hisenda.

A la de serveis Indígenes se li encomanava la Secretaria General i l'assessorament en tot el referent a les relacions amb les cabilas, la inspecció de l'Administració de Justícia Islàmica, les relacions amb la Jurisdicció Consular per a protecció dels naturals i amb la jerifiana para tot el relatiu a immobles i a la reivindicació dels béns habices, la inspecció d'escoles i dispensiones sanitaris i les missions espanyoles en labor educativa.
A partir de 1916 es van desglossar els càrrecs de Secretari General i Delegat d'Afers Indígenes, ja que aquest últim, diplomàtic, tindria al seu càrrec la intervenció no reservada a l'Alt Comissari prop del Makhzen central i del local tetuaní; la relació amb les càbiles, interventors i caps d'oficines d'assumptes indígenes; la inspecció de la justícia islàmica o especial, de les escoles musulmans, hispà-àrabs o israelitas, els cultes indígenes, els ben habu i Makhzen, de la sanitat i higiene, la supervisió de les juntes de serveis locals i l'auxili a la política d'atracció de l'Alta Comissaria.
Al Marroc no existia amb anterioritat cap organització que vetllés per la salut pública, excepte a Tànger, i les autoritats van tractar de remeiar aquesta deficiència, creant en 1916 la Inspecció de Sanitat, dins de l'Oficina d'Afers Indígenes. Els tebib espanyols van haver de vèncer el recel que els marroquins sentien cap als seus remeiers i als remeis casolans, realitzant grans campanyes de vacunació que van contribuir al prestigi del país protector.
Al costat de l'acció sanitària, la cultura era l'altra assignatura pendent per als marroquins, ja que l'ensenyament estava estretament lligada a la religió i consistia a aprendre de memòria l'Alcorà, amb el que els alumnes aconseguien el títol de taleb, que els acreditava a ampliar els seus estudis a madrasses o ensenyar a les mesquites.
Totes aquestes institucions estaven en decadència i els nivells culturals eren molt baixos. Espanya va encomanar, novament la tasca de culturitzar a la població, a la Delegació d'Afers Indígenes, de la qual depenia una Junta d'Ensenyament que es va crear el 3 d'abril de 1913.
Aquesta Junta va néixer amb el propòsit de formar al personal que hauria de dedicar-se a aquesta tasca i com a instrument per conèixer la geografia, la literatura, la història i el dret marroquí. A aquests efectes es va organitzar un Centre d'estudis marroquins en l'Institut Lliure de les Carreres Diplomàtica i Consular i es van crear càtedres d'àrab en algunes escoles de comerç i una junta d'àrab en la Junta d'Ampliació d'Estudis.
Tots aquests òrgans tenien com a missió facilitar l'acció de govern del jalifa, en qui jurídicament requeia la sobirania. La seva autoritat era emanació permanent de la del Sultà i en el seu nom i per la seva delegació exercia tots els poders, encara que els seus actes eren intervinguts per l'Alt Comissari i al seu torn per la Delegació d'Afers Indígenes, que els examinaven i sancionaven, a més de suggerir-los tota classe d'iniciatives.
Una vegada nomenat el Jalifa, els seus poders sol podien ser-li retirats amb el consentiment directe del Govern espanyol i la seva delegació dels xerifianos era tan àmplia que li permetia mantenir relacions exteriors amb els agents oficials acreditats a la seva zona, per mitjà de l'Alt Comissari.
Les jalifianes estaven obligades a sotmetre tots els seus actes a la prèvia aprovació dels interventors que van tenir el seu origen en les facultats que per a protecció dels espanyols es van concedir en els antics tractats hispà-marroquins als membres del cos diplomàtic.
Posteriorment es van crear a Melilla i Ceuta negociats d'Assumptes Indígenes que exercien funcions de vigilància, en certa manera similars, a les comarques ocupades.
En 1934, en plena Guerra Civil espanyola, l'organització territorial del Marroc estava a càrrec del Governador General de Territori, un Tinent Coronel, responsable dels assumptes civils i militars davant la Direcció general del Marroc i colònies de la Presidència de Govern.

## Organització Militar
En l'Oficina d'Assumptes Indígenes, es trobava al comandament un Comandant, amb caràcter de Sotsgovernador del Territori. Destinats en l'oficina, directament, es trobaven: un capità, un tinent, dos intèrprets d'àrab, un de Chalja, dos funcionaris indígenes, tres sergents escribientes, dos caps escribientes, un sergent i vint mezhaníes, dels quals, deu muntats, un conductor, un automòbil i disset cavalls.
Aquesta oficina s'ocupava de tots els serveis polítics, militars, de policia, comunicacions, obres, sanitat i administració del territori. Depenent de la Delegació d'Assumptes Indígenes es trobaven:
Parc d'Artilleria: un sergent, un tinent, un mestre armer i quatre soldats moros.
Servei d'Enginyers: Un capità Cap de Servei, un tinent, tres sergents, tres caporals radiotelegrafistes, un sergent, un caporal, i quinze soldats moros.
Secció de Mar: un sergent europeu, un sergent, dos caps i vint-i-dos mariners moros, que comptaven amb un pot a motor i dos pots a rems.
Serveis d'Intendència: un Capità, administrador i tresorer, un tinent Pagaduria militar, un tinent de proveïment i transport, quatre brigades, tres sergents, deu soldats moros, un oficial i una brigada d'intervenció.
Serveis de Sanitat: Un Capità, dos tinents, metges, dos practicants, un veterinari i tres consultoris mèdics.
Policia indígena: un Capità, quatre tinents, una brigada, tres sergents, set caps, cinc ferradors, dos alferes, vuit sergents, vint-i-quatre caps, quatre cornetes, cent seixanta-quatre guàrdies moros i vuit camellers.
El desplegament de forces militars era excessiu, ja que, es calcula que hi havia dos militars armats per quilòmetre quadrat, la qual cosa significava un per cada divuit habitants, mentre que a la zona d'influència francesa hi havia un militar per cada vuitanta habitants, segons l'informe de la Delegació d'Afers Indígenes de 1934.
La zona estava coberta d'oficines d'Afers Indígenes, superava en quatre les oficines del Protectorat francès.
L'exèrcit controlava el comandament i les principals decisions polítiques així com l'orientació econòmica. La importància dels problemes de seguretat difuminava qualsevol altre aspecte de la política espanyola.

## Evolució Administrativa
L'evolució administrativa colonial constitueix una confusa successió de decrets, que reflecteix la falta d'una política colonial homogènia i coherent. El predomini dels sectors militars en els llocs de l'administració de la Direcciò d'Afres Indígenes es va produir al llarg de tot el Protectorat. Aquests van ocupar des dels càrrecs més importants, com el d'Alt Comissari, delegats, etc., fins als més influents sobre el terreny, com els interventors.